# Cotacachi
El Cotacachi és un volcà extingit de l'Equador, situat uns 80 km al nord de Quito, molt a prop de l'Imbabura. El cim s'eleva fins als 4.935 msnm.Forma part de la Reserva Ecològica Cotacachi-Cayapas i al vessant sud es pot visitar un antic cràter del volcà omplert d'aigua: el llac de Cuicocha amb dues distintives illes formades per doms de lava.
El poble proper de Cotacachi pren el seu nom del volcà.
Va ser escalat per primera vegada el 24 d'abril de 1880 per Edward Whymper, Jean-Antoine Carrel i Louis Carrel.